# Vaixell de vapor

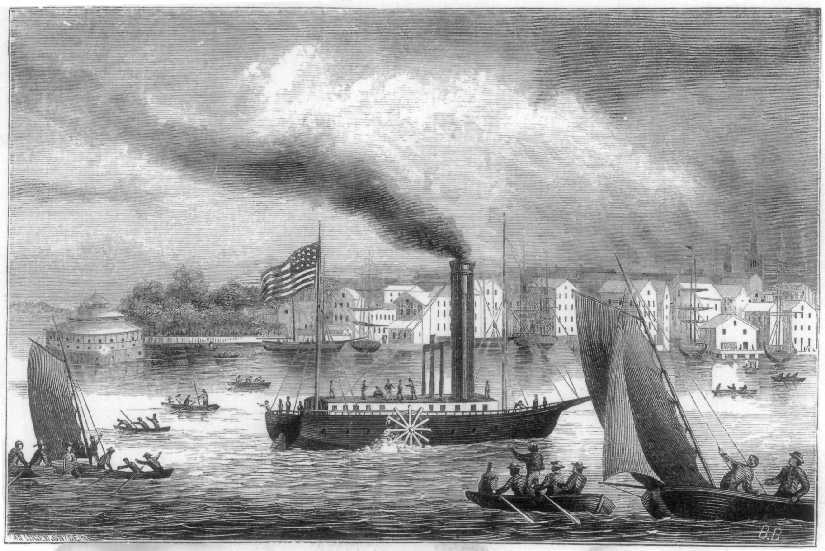
El vapor Clermont, de Robert Fulton.

Un vaixell de vapor és un vaixell propulsat per màquines de vapor, actualment en desús, o per turbines de vapor. Consta elementalment d'una caldera de vapor, d'una turbina o màquina de vapor i d'un condensador refrigerat per aigua. La transmissió s'aconsegueix amb un cigonyal en les màquines de vapor o amb una caixa reductora en el cas d'utilitzar turbines.
La seva aparició va suposar tota una revolució en la navegació marítima mundial, ja que no depenien tant dels vents i corrents. Els primers veritables vaixells transatlàntics eren de vapor i gràcies a ells es va popularitzar la paraula "vapor" per referir-se a un vaixell.

## Història

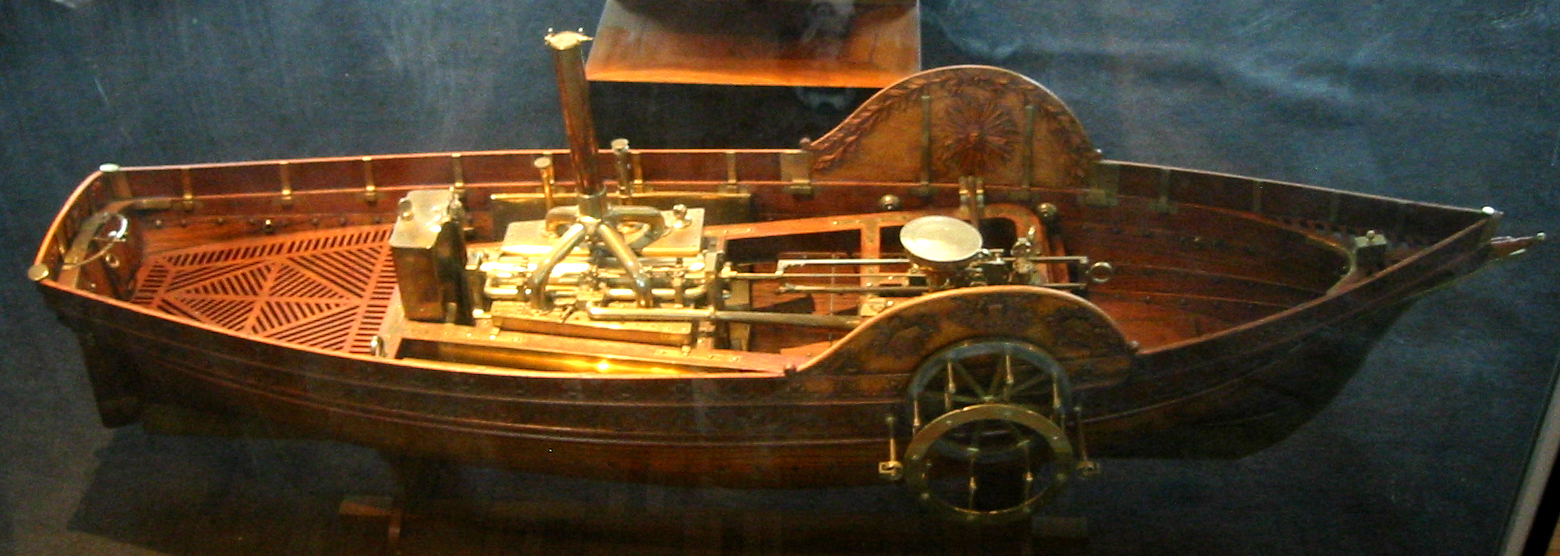
Maqueta del Model de l Pyroscaphe, construït per Claude François Jouffroy d'Abbans el 1784. Musée de la Marine du Palais de Chaillot de Paris.

Existeix un document de 1695 en l'Arxiu de Simancas en el qual hi ha constància d'una temptativa de 1543 feta per Blasco de Garay de propulsar la galera "Trinitat", de 200 tones de desplaçament, mitjançant sis rodes de pales mogudes gràcies a una màquina de vapor. Suposadament aquesta proposta no va obtenir el suport financer de la corona, i va quedar relegada a l'oblit. Alguns estudis defensen que aquest primer intent és un mite i que per tant es troba desacreditada.
L'octubre de 1652 l'espia anglès John Thurloe, treballant sota les ordres d'Oliver Cromwell, va rebre una informació sobre un possible disseny primerenc de vaixell de vapor. Segons aquesta informació un matemàtic francès estava construint a Rotterdam un disseny "capaç de moure's amb certs instruments sense vela, amb increïble força i agilitat, tant a favor com contra el vent." Tot i això el dissenyador va morir abans que la nau fos completada.

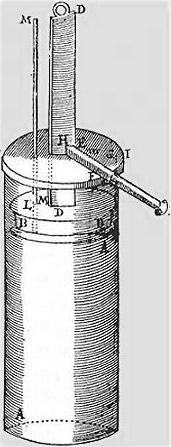
Dibuix de l'aparell de cilindre i pistó a vapor de Denis Papin, any 1690.

No va ser fins a finals del segle xviii no van existir màquines de vapor fiables i eficients quan es van realitzar les primeres temptatives serioses de propulsió naval mitjançant el vapor. L'any 1707 l'inventor francès Denis Papin va dissenyar un vaixell, mogut per la força del vapor, amb la intenció de fer la travessa des de Kassel, a Alemanya, fins a Londres.
El 1765 James Watt va convertir el concepte preexistent de la màquina de vapor atribuït usualment a Thomas Newcomen, en un invent realment eficaç, gràcies a la incorporació del condensador extern. A partir d'aquest moment es succeeixen les temptatives d'aconseguir aplicar la màquina de vapor com a força motriu de tots els mitjans de transport i en particular el més avançat de l'època: el vaixell.
El 1783 Claude François Jouffroy d'Abbans, Marquès de Jouffroy d'Abbans, elimina el "Pyroscaphe" un vaixell vapor de 45 metres de longitud, amb rodes amb el qual aconsegueix remuntar el corrent del riu Saona, des de Lyon a Santa Bàrbara. No obstant això, la seva condició noble l'obliga a emigrar en esclatar la Revolució francesa i finalment va morir arruïnat el 1832.
El 1797 John Fitch realitza un intent de vaixell de vapor que ha d'abandonar per falta de suport financer.
El 1803, el Charlotte Dundas, construït per William Symington i generalment considerat el primer vaixell de vapor, fa el seu primer viatge, i a finals d'any, Robert Fulton va llançar al Sena un vaixell el propulsor era una roda amb paletes, moguda per una màquina de vapor, va ser mal acollit a França, i Fulton va prosseguir els seus experiments als Estats Units
El 1804 John Stevens desenvolupa l'aplicació de la màquina de vapor a una transmissió amb hèlixs, tenint clar que el futur de la propulsió naval mecànica passa per la utilització d'aquestes en comptes de les rodes de paletes. Robert Fulton bota el 1807 el vapor "Clermont". Fulton recórrer-hi els 240 km que separen Nova York d'Albany solcant el riu Hudson. Amb aquest mateix vaixell, s'establiria el primer servei regular a vapor. Aquest vapor portava unes rodes amb paletes a banda i banda del casc, disseny que durant un temps es va estendre molt. A aquests vaixells se'ls coneixeria com a "vapor de rodes" i molts portaven pals amb veles al mateix temps. Aquest tipus de vaixell de vapor tindria molt èxit en la navegació fluvial, ja que necessitaven poc calat, encara que com inconvenient augmenten de manera considerable l'amplada dels vaixells, exemples d'aquest tipus de nau són els famosos vapors de rodes que van circular pel Mississipi, exemples d'aquest tipus de vapor a Espanya van ser el vapor de rodes Colom, el Pizarro i el Blasco de Garay.

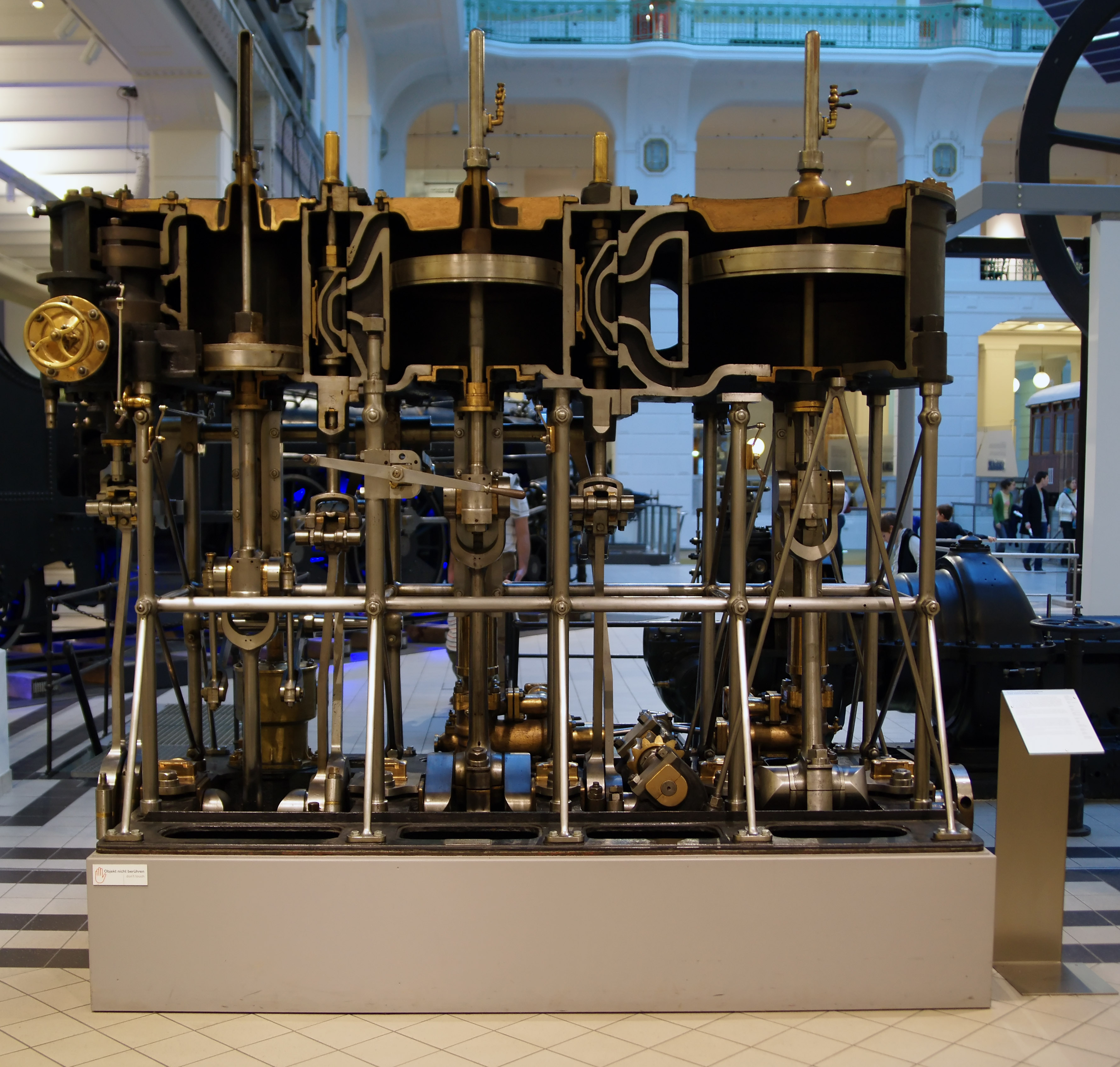
Visió en tall d'un motor de triple expansió instal·lada originalment al torpediner austríac Weihe l'any 1888.

El 1824 Sadi Carnot publica els seus treballs sobre el segon principi de la termodinàmica el que suposa l'enlairament definitiu de la propulsió a vapor.
En 1825 Thomas Cochrane fou contractat per comandar l'armada grega i comprar la tecnologia revolucionària del vaixell de vapor creient que l'ús de vaixells de guerra mecanitzats propulsats per vapor i amb munició incendiària permetria als grecs dominar l'armada otomana impulsada a vela. Hastings va emprar en gener de 1827 per primer cop un vaixell de guerra mecanitzat, el Karteria en combat a Phaleron.
Avui en dia els vaixells de vapor han caigut en desús. Tot i això segueixen alguns vaixells com a mitjà de transport marí turístic, amb l'atractiu per als passatgers de saber com es vivia i es viatjava abans en un vaixell de vapor.

## Perfeccionament

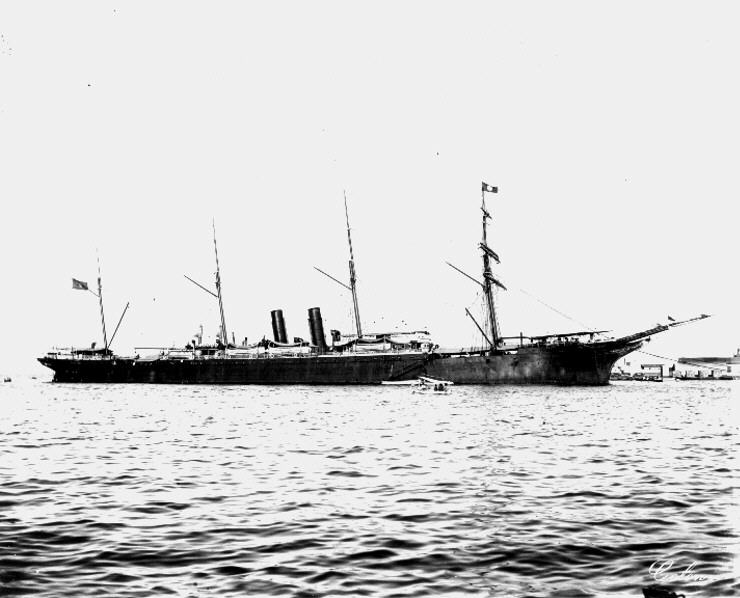
El vapor Colom en Port Said. Aquest vaixell de la Companyia Transatlàntica Espanyola va prendre part en el malaguanyat intent de trencar el bloqueig americà de les Filipines durant la guerra del 98.

Al voltant del 1860 s'estenen les calderes cilíndriques, inspirades en les utilitzades en les primeres locomotores de vapor, que van permetre resoldre el problema del vapor a baixa pressió, que proporcionava una empenta molt modesta. El vapor a alta pressió obtingut per aquestes calderes van permetre incrementar molt notablement la potència desenvolupada per les màquines de vapor, la qual cosa va significar un augment notable de velocitat. Posteriors millores en les caldera i motors de triple i quàdruple expansió van aconseguir reduir l'elevat consum de carbó. D'aquesta manera s'aconseguia una eficiència energètica molt superior. Aquestes millores reflectides en una major velocitat i un menor consum van fer que els vapors es fessin amb la pràctica totalitat de les rutes comercials. Els avenços de la metal·lúrgia permetre la construcció de vaixells de ferro i posteriorment d'acer, amb aquests elements es van començar a construir naus de grans eslores no assolibles amb la construcció amb fusta. Els cascs es van fer més sòlids i més lleugers a la vegada, sense perill d'esquerdes.
No obstant això, encara que els vapors donaven velocitats similars o fins i tot inferiors a alguns vaixells (els últims  "Clippers"  arribaven als 17,5 nusos), no estaven sotmesos al caprici dels vents que no sempre bufaven en la direcció o amb la força requerides, a més de ser aquells molt menys vulnerables que aquests a les tempestes en no tenir la fràgil arboradura, punt feble de qualsevol vaixell de vela.
Els vaixells de vapor van suposar un notable avenç en la conquesta de les rutes marítimes amb independència de la climatologia. A més van canviar per complet la fesomia dels vaixells, fent desaparèixer les veles, un element invariable dels vaixells des que feia més de 7.000 anys havien aparegut les primeres veles al Nil. El 1894 s'introdueix la turbina de vapor de mans de Charles Algernon Parsons, posada en servei al Turbinia arribant a una velocitat de 18 nusos, i substituïda el 1896 per tres turbines de pressió alta, mitja i baixa, accionant altres tantes hèlixs que li van permetre arribar als 35 nusos. Amb aquesta velocitat quedaven definitivament derrotats els velers.
Ja el 1836 Smith i Ericsson van portar a la pràctica el primer vaixell amb hèlix, que van venir a substituir les rodes de paleta, el 1897, Joseph Ressel va donar amb el disseny definitiu i eficaç d'hèlix, que serà utilitzat fins als nostres dies, el que permet un aprofitament més eficient de l'energia proporcionada pel motor de vapor. Molt aviat els vaixells de vapor van ser equipats amb hèlixs submergides i els vapors de rodes van ser desarmats i donats de baixa.
Aquest mateix any de 1897 Rudolf Diesel desenvolupa el motor dièsel, basat en la combustió interna d'un altre combustible fòssil, aquesta vegada derivat del petroli. Aquest fita suposarà a la llarga la fi dels vapors de la mateixa manera que el motor de vapor va suposar la fi de la vela.
Cal ressenyar que en el segon quart del segle xix apareixen els últims intents dels partidaris dels vaixells de vela de crear nous dissenys que poguessin competir amb els propulsats per vapor. Els abanderats d'aquest cant de cigne de la propulsió eòlica van ser els "clípers" que romandran en actiu i sent rendibles fins a principis del segle xx.